# Запорожский округ
Запорожский округ (укр. Запорізька округа) — административно-территориальная единица Украинской ССР существовавшая в 1923—1930 гг. Административный центр — город Запорожье.
Образован в 1923 году в составе Екатеринославской губернии. В июне 1925 года губернии на Украине были упразднены, и округ перешёл в прямое подчинение Украинской ССР.
Изначально округ делился на 12 районов. В течение 1924—1930 годов пределы округа не раз менялись. Так, на момент переписи 1926 года в округе насчитывалось 13 районов.
В 1929 году в округе был образован Хортицкий немецкий национальный район.
Округ был упразднён 2 сентября 1930 года, как и большинство округов СССР. Районы переданы в прямое подчинение Украинской ССР.
По данным переписи 1926 года численность населения составляла 532,9 тыс. чел. В том числе украинцы — 80,6 %; русские — 11,1 %; немцы — 4,1 %; евреи — 3,4 %.
на 1 января 1926 года в округ входили:
центр – г.Запорожье, районов – 13, городов – 1;
население всего: 460.147, в т.ч. городское – 43.886, сельское – 416.261;
районы: Балковский (с.Балки), Васильевский (с.Васильевка), Вознесенский (с.Вознесенское), Гуляйпольский (с.Гуляй-Поле), Жеребецкий (с.Жеребец), Каменский (с.Каменка), Ново-Николаевский (с.Н.-Николаевка), Ореховский (с.Орехов), Покровский (с.Покровское), Пологский (п.Пологи), Софиевский (с.Софиевка), Томаковский (с.Томаковка), Хортицкий (с.Хортица).
Председатели Исполнительного комитета Запорожского окружного Совета
- Гаврилов, Иван Андреевич (1923—1924)
- Днищенко И. И. (до 1926)
- Федотов, Константин Яковлевич (с 1926)
- Марьянов, Андрей Самсонович (1927—1929)
- Чебукин П. В. (1929—1930)